# Grand Prix Monaka 2008
Grand Prix Monaka 2008 ( LXVI Grand Prix Automobile de Monaco ) šestý závod 59. ročníku mistrovství světa vozů Formule 1, historicky již 791. grand prix, se uskutečnila na trati v ulicích Monte Carla.
Nedělní závod v ulicích města přivítal diváky deštivým počasím, teplotou vzduchu 21 °C a teplotou trati 23 °C, při vlhkosti 77%.

## Výsledky
- 25. květen 2008
- Okruh Circuit de Monaco
- 76 kol x 3,340 km = 253,840 km
- 791. Grand Prix
- 6. vítězství Lewis Hamiltona
- 158. vítězství pro McLaren
- 197. vítězství pro Velkou Británii
- 5. vítězství pro vůz se startovním číslem 5

| Pozice | Jezdec               | Vůz               | Čas         | Body | Nej. kolo      | 1. Pitstop     | 2. Pitstop   | 3. Pitstop   | 4. Pitstop   |
| ------ | -------------------- | ----------------- | ----------- | ---- | -------------- | -------------- | ------------ | ------------ | ------------ |
| 1      | Lewis Hamilton       | McLaren MP4-23    | 2:00:42,742 | 10   | 1:18.510 (6.)  | 6. / 29.031    | 54. / 26.376 |              |              |
| 2      | Robert Kubica        | BMW Sauber F1.08  | á 0:03,064  | 8    | 1:17.933 (5.)  | 26. / 27.297   | 53. / 26.375 |              |              |
| 3      | Felipe Massa         | Ferrari F2008     | á 0:04,811  | 6    | 1:17.886 (4.)  | 33. / 29.823   | 56. / 27.376 |              |              |
| 4      | Mark Webber          | Red Bull RB4      | á 0:19,295  | 5    | 1:19.036 (8.)  | 48. / 29.934   |              |              |              |
| 5      | Sebastien Vettel     | Toro Rosso STR2B  | á 0:24,657  | 4    | 1:18.787 (7.)  | 52. / 26.027   |              |              |              |
| 6      | Rubens Barrichello   | Honda RA108       | á 0:28,408  | 3    | 1:19.574 (9.)  | 54. / 27.344   |              |              |              |
| 7      | Kazuki Nakadžima     | Williams FW30     | á 0:30,180  | 2    | 1:19.910 (13.) | 52. / 1:00.396 |              |              |              |
| 8      | Heikki Kovalainen    | McLaren MP4-23    | á 0:33,191  | 1    | 1:17.282       | 34. / 29.636   | 49. / 27.038 |              |              |
| 9      | Kimi Räikkönen       | Ferrari F2008     | á 0:33,792  |      | 1:16.689       | 13. / 15.034   | 27. / 35.126 | 57./ 25.418  | 68./ 27.602  |
| 10     | Fernando Alonso      | Renault R28       | á 1 kolo    |      | 1:17.869       | 8. / 32.638    | 14. / 30.915 | 44./ 27.244  |              |
| 11     | Jenson Button        | Honda RA108       | á 1 kolo    |      | 1:19.582 (10.) | 1. / 51.346    | 9. / 27.500  | 48./ 26.237  |              |
| 12     | Timo Glock           | Toyota TF108      | á 1 kolo    |      | 1:19.618 (11.) | 4. / 29.124    | 38. / 29.970 | 48. / 28.333 |              |
| 13     | Jarno Trulli         | Toyota TF108      | á 1 kolo    |      | 1:19.830 (12.) | 8. / 27.419    | 37. / 30.116 | 52. / 25.767 |              |
| 14     | Nick Heidfeld        | BMW Sauber F1.08  | á 4 kola    |      | 1:20.251 (14.) | 17. / 32.004   | 54. / 26.035 | 59. / 37.093 |              |
| Kolo   | Odstoupili           | -                 | Důvod       | Body | Nej. kolo      | 1. Pitstop     | 2. Pitstop   | 3. Pitstop   | 4. Pitstop   |
| 67     | Adrian Sutil         | Force India VJM01 | Kolize      |      | 1:22.039 (16.) | 53. / 27.070   |              |              |              |
| 59     | Nico Rosberg         | Williams FW30     | Nehoda      |      | 1:21.270 (15.) | 3. / 30.562    | 14. / 30.790 | 52. / 15.617 | 53. / 27.186 |
| 47     | Nelson Piquet jr.    | Renault R28       | Nehoda      |      | 1:31.187 (17.) | 46. / 31.593   |              |              |              |
| 36     | Giancarlo Fisichella | Force India VJM01 | ?           |      | 1:32.849 (18.) |                |              |              |              |
| 7      | David Coulthard      | Red Bull RB4      | Nehoda      |      | 1:42.112 (20.) |                |              |              |              |
| 7      | Sébastien Bourdais   | Toro Rosso STR2B  | Nehoda      |      | 1:41.150 (19.) |                |              |              |              |

- žlutě - nejrychlejší pitstop
- zeleně - nejpomalejší pitstop
- červeně - Neplánovaná zastávka

## Nejrychlejší kolo
Kimi Räikkönen- Ferrari F2008-1:16.689
- 28. nejrychlejší kolo Kimi Räikkönena
- 208. nejrychlejší kolo pro Ferrari
- 58. nejrychlejší kolo pro Finsko
- 122. nejrychlejší kolo pro vůz se startovním číslem 1

## Tréninky
| *  | I. Trénink                                | *  | II. Trénink                               | *  | III. Trénink                              |
| -- | ----------------------------------------- | -- | ----------------------------------------- | -- | ----------------------------------------- |
| 1  | Kimi Räikkönen Ferrari 1:15.948           | 1  | Lewis Hamilton McLaren 1:15.140           | 1  | Heikki Kovalainen Mclaren 1:16.567        |
| 2  | Lewis Hamilton McLaren 1:16.216           | 2  | Nico Rosberg Williams 1:15.533            | 2  | Lewis Hamilton McLaren 1:17.084           |
| 3  | Heikki Kovalainen Mclaren 1:16.248        | 3  | Kimi Räikkönen Ferrari 1:15.572           | 3  | Kimi Räikkönen Ferrari 1:17.177           |
| 4  | Felipe Massa Ferrari 1:16.292             | 4  | Felipe Massa Ferrari 1:15.869             | 4  | Nico Rosberg Williams 1:17.503            |
| 5  | Nico Rosberg Williams 1:16.653            | 5  | Heikki Kovalainen Mclaren 1:15.881        | 5  | Robert Kubica BMW 1:17.687                |
| 6  | Robert Kubica BMW 1:16.653                | 6  | Robert Kubica BMW 1:16.296                | 6  | Felipe Massa Ferrari 1:17.691             |
| 7  | Fernando Alonso McLaren 1:17.498          | 7  | Fernando Alonso McLaren 1:16.310          | 7  | Mark Webber Red Bull 1:17.856             |
| 8  | Rubens Barrichello Honda 1:17.511         | 8  | Jenson Button Honda 1:16.351              | 8  | Adrian Sutil Force India 1:17.883         |
| 9  | Mark Webber Red Bull 1:17.798             | 9  | Kazuki Nakadžima Williams 1:16.372        | 9  | Kazuki Nakadžima Williams 1:18.147        |
| 10 | Giancarlo Fisichella Force India 1:17.883 | 10 | Rubens Barrichello Honda 1:16.418         | 10 | Jenson Button Honda 1:18.225              |
| 11 | Timo Glock Toyota 1:17.942                | 11 | Nick Heidfeld BMW 1:16.426                | 11 | Sébastien Bourdais Toro Rosso 1:18.367    |
| 12 | Jenson Button Honda 1:18.153              | 12 | Timo Glock Toyota 1:16.688                | 12 | Timo Glock Toyota 1:18.424                |
| 13 | Sébastien Bourdais Toro Rosso 1:18.245    | 13 | Mark Webber Red Bull 1:17.094             | 13 | Rubens Barrichello Honda 1:18.455         |
| 14 | Nick Heidfeld BMW 1:18.263                | 14 | David Coulthard Red Bull 1:17.131         | 14 | Nelson Piquet Jr. Renault 1:18.615        |
| 15 | Kazuki Nakadžima Williams 1:18.274        | 15 | Nelson Piquet Jr. Renault 1:17.246        | 15 | Sebastian Vettel Toro Rosso 1:18.651      |
| 16 | Jarno Trulli Toyota 1:18.360              | 16 | Giancarlo Fisichella Force India 1:17.251 | 16 | Fernando Alonso McLaren 1:18.795          |
| 17 | Adrian Sutil Force India 1:18.360         | 17 | Jarno Trulli Toyota 1:17.379              | 17 | Jarno Trulli Toyota 1:18.858              |
| 18 | Nelson Piquet Jr. Renault 1:18.955        | 18 | Sébastien Bourdais Toro Rosso 1:17.581    | 18 | Nick Heidfeld BMW 1:19.024                |
| 19 | Sebastian Vettel Toro Rosso 1:19.176      | 19 | Adrian Sutil Force India 1:18.176         | 19 | Giancarlo Fisichella Force India 1:19.131 |
| 20 | David Coulthard Red Bull - -- ---         | 20 | Sebastian Vettel Toro Rosso 1:18.225      | 20 | David Coulthard Red Bull 1:20.805         |

## Zajímavosti
| Pole position | Vítězství          | Nej. kolo      |
| Brazílie      | Spojené království | Finsko         |
| Felipe Massa  | Lewis Hamilton     | Kimi Räikkönen |
| Ferrari F2008 | McLaren MP4-23     | Ferrari F2008  |
| 1'15.787      | 2:00'42.742        | 1'16.689       |
| 158,655 km/h  | 126.171 km/h       | 156.789 km/h   |
| ------------- | ------------------ | -------------- |